# فيل السلطان

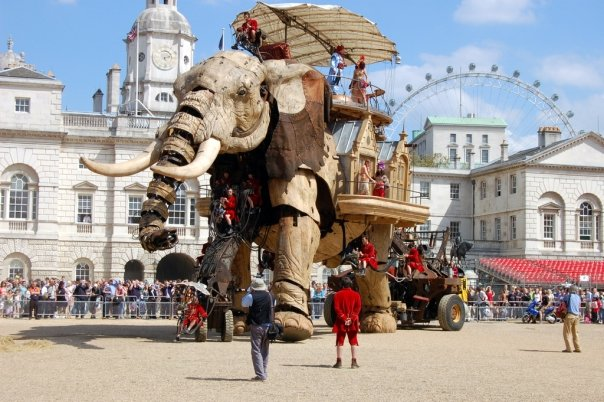
التقطت الصورة في ساحة هاوس جارد باراد (موكب حراس الخيالة)

فيل السلطان هو عرض أقامته فرقة رويال دو لوكس للمسرح وضم العرض فيلا ميكانيكيا متحركا كبير الحجم و دمية متحركة عملاقة لفتاة صغيرة والعديد من منشئات الفن العام المرتبطة بالعرض و يسمى هذا الاحتفال بالفرنسية La visite du sultan des Indes sur son éléphant à voyager dans le temps والتي تعني «زيارة سلطان جزر الهند راكبا على فيله الذي يسافر عبر الزمن» . كان الهدف من الحفل احياء الذكرى المئوية لوفاة الفنان الفرنسي جول فيرن حيث زارت الفرقة مدينتي اميان ونانت الفرنسيتين وأقامت عرضا فيهما و تحملت وزارة الثقافة والاتصالات الفرنسية تكاليف الحفل. أقيم هذا العرض بعدد من مدن العالم بين عامي 2005-2006.

## التصميم و البناء
قام المصمم الفرنسي فرانسوا ديلاروزير بتصميم الفيل المصنوع بأكمله تقريباً من الخشب إضافة إلى مواد أخرى ويقوم حوالي 22 شخص بتحريكه باستخدام عدد من المحركات الهيدروليكية و الكهربائية و بلغ الوزن الكلي للفيل حوالي 42 طن، أي ما يقارب وزن 7 فيله أفريقية.
وبوجود المئات من الاجزاء المتحركة و العديد من مكابس الضخ ) 22 في  منطقة الجذع فقط) ظهر الفيل بنفس تللك الروح البريطانية المتأثرة بالتصاميم الغريبة و العجيبة للفنان البريطاني هيث روبنسون وغيره من المخترعين غريبي الاطوار. صنع جسم الفيل من 56 متر من خشب الحور، واما الاضلاع فكانت مصنوعة من الحديد. ان التركيز على ادق التفاصيل كان امراً استثنائياً ابتداءً بجلد الاذنين الذي يرفرف ومرورا بتجاعيد منطقة حول العينين و انتهاء بنفث الغبار عند تحريك القدمين أو ثنيهما. ذكرت هيلين ميراج، والتي تعمل لدى شركة ارت جول المسؤولة عن عرض لندن، ان الفيل لم يعد موجودا وذلك لأن "فرقة رويال دي لوكس قد سأمت من كثرة الدعوات التي تردها من كل مدن العالم لأداء العرض، وعلى ذلك فقد قامت بتدمير الفيل.
وفي عام 2007  اقيم عرض مشابه في مدينة نانت أطلق عليه الفيل العظيم  و ظهر في العرض فيل كبير الحجم طوله 20 قدما وكان العرض جزء من معرض الآلات الدائم لجزيرة نانت.

## العرض

### نانت و أميان
أنطلق العرض في فرنسا لأول مرة بمدينتي أميان من 16-19عام 2005 و نانت 19-22 من نفس العام

### لندن
أنطلق العرض في لندن في 4 ايار عام 2007 وأستمر لـ 3 أيام متتالية. في اليوم الأول ظهر مشهد هبوط الصاروخ الذي يقل الفتاة الصغيرة على المدرج مع خروج دخان كثيف من الانابيب اما في اليوم التالي (الجمعة) فقد شهدت لندن وصول الفيل العملاق مع السلطان و خروج دمية الفتاة من الصاروخ- الفتاة التي كانت تزور السلطان في احلامه حسب الحكاية-  وفيما بعد التقى الفيل بالفتاة. وفي المساء تجول الفيل بشارع القديس جميس بينما ذهبت الفتاة برحلة تجوب فيها انحاء لندن على حافلة روت ماستر المكشوفة الشهيرة. وفي اليوم الثالث ذهب الفيل لميدان ترفلغار حيث أخذ استراحة الغداء برفقة الطاقم بينما رُفعت دمية الفتاة الصغيرة بواسطة رافعة عملاقة لتوضع على حافلة واستمرت الرحلة لتصل إلى كراند باراد ومن ثم عادت إلى موكب حراس الخيالة مع السلطان ومجموعة من الراقصين فوق الفيل.
كانت الفتاة تحمل ابرة و خيط في يديها وكانت حسب الحكاية ماهرة بالحياكة، فهي تقوم بحياكة العربات إلى الأرض. ويوم الاحد انتهى العرض بنهاية مؤثرة حيث تسلقت الفتاة لداخل الصاروخ وانطلق بها  وتزامن الامر مع خروج نار و دخان منه. وبالحقيقة لم ينطلق الصاروخ لأي مكان ولكن عندما ازيل الغطاء العلوي للصاروخ  برافعة عملاقة كانت الفتاة قد اختفت، فقد سافرت عبر الزمن كما تقول الحكاية.
وطيلة أيام العرض تم وضع الفيل والفتاة في محطة باتريسي لتوليد الطاقة الكهربائية، إذ تم نقلهما في ساعات الصباح الباكر لمواقع مختلفة برفقة الشرطة وكذلك تمت ازالة العديد من مصابيح الشارع و الاشارات المرورية للتمكن من نقل الفيل. وأفادت التقارير بان رجال الشرطة الذين اعتادوا على مرافقة الفيل و الفتاة طوال الليل كانوا يستمتعون بالحدث من خلال تقديم معلومات لعامة الناس حول هذا الامر. اما بين أيام العرض فيتم ترك الفتاة والفيل في منطقة هاوس كارد باراد، وبعد انتهاء العرض تم نقل الفيل في ساعات الصباح إلى محطة باتريسي  وأخذت رحلة العودة وقت أطول من المتوقع حيث تمت إعادة قطع اثاث الشوارع من المصابيح و الاشارات المرورية التي كانت قد أزيلت بسبب العرض إلى مكانها في وقت مبكر.
يعد هذا العرض أكبر عرض لمسرح الشارع شهدته لندن على مر العصور بجمهور يقدر بمليون شخص. نُقلت الدمى إلى لندن بواسطة شركة تسمى ارت جول و التي كانت مسؤولة فيما مضى عن نقل دمية العنكبوت العملاقة ) لا برينسيس) إلى ليفربول عام 2008 ايلول سبتمبر

### انتويرب
أنطلق عرض فيل السلطان في مدينة انتويرب في بلجيكا يوم 7 من تموز عام 2006 و أستمر لـ 3 أيام وكان في الحفل دمية الفيل و الفتاة الصغيرة و كذلك لعبة دوامة الخيل مع مركبات خيالية.

### كاليه لوهافير
أنطلق العرض في مدينة كاليه الفرنسية يوم 28 ايلول / سبتمبر 2006وأستمر لـ 3 أيام. اما مدينة لوهافير   فقد شهدت العرض في يوم 26 ايلول/ سبتمبر من نفس العام حيثأستمر لـ 3  أيام أيضا.

### عروض أخرى
قامت دمية الفتاة الصغيرة بعدة عروض أخرى لوحدها من دون الفيل بمدينة سانتياغو في تشيلي من 25 وحتى 28 كانون الثاني عام 2007 و كذلك الامر في مدينة ريكيافيك عاصمة ايسلندا من 9 إلى 12  أيار من نفس العام.